# Gombosszeg
Gombosszeg is een plaats (község) en gemeente in het Hongaarse comitaat Zala. Gombosszeg telt 50 inwoners (2001).